# Hans Tietmeyer
Hans Tietmeyer (Metelen, 18 agosto 1931 – Königstein im Taunus, 27 dicembre 2016) è stato un economista e banchiere tedesco, presidente della Deutsche Bundesbank tra il 1993 e il 1999, considerato una delle figure di spicco della finanza europea.

## Biografia
Hans Tietmeyer è nato a Metelen (Vestfalia) e ha studiato all'Università di Münster, Università di Bonn e all'Università di Colonia, inizialmente si è dedicato alla carriera accademica.
Nel 1962 ha iniziato a lavorare per il ministero dell'economia e nel 1982 è diventato segretario permanente nel ministero delle finanze con la delega di curare le questioni di finanza internazionale.
Nel 1990 è diventato membro del consiglio di amministrazione della Deutsche Bundesbank, assumendone la vicepresidenza l'anno dopo e infine la presidenza nel 1993, conservandola fino al 1999; divenne in seguito vice presidente del consiglio direttivo della Banca dei Regolamenti Internazionali.
Ha pubblicato oltre 100 tra articoli e saggi di economia e ha vinto alcuni tra i più prestigiosi premi e riconoscimenti nazionali ed internazionali, è membro anche della Pontificia Accademia delle Scienze Sociali e presidente della London Business School.